# Vytautas Barkauskas (Komponist)
Vytautas Barkauskas (* 25. März 1931 in Kaunas; † 25. April 2020 in Vilnius) war ein litauischer Komponist.

## Leben
Barkauskas machte 1949 sein Abitur in Rietavas und absolvierte dann an der Musikschule in Kaunas ein Klavierstudium. Es folgte ein Studium der Komposition am Konservatorium Vilnius bei Antanas Račiūnas (1905–1984), einem Schüler von Nadja Boulanger. Barkauskas studierte parallel dazu Mathematik am Pädagogischen Institut. Sein Musikstudium schloss er 1959 ab. Am Konservatorium Vilnius (damals Litauisches Staatskonservatorium) unterrichtete er von 1961 bis 1974 Musiktheorie, anschließend Harmonielehre und Kontrapunkt und war ab 1989 Professor für Komposition.
Barkauskas komponierte über einhundert Werke, darunter eine Oper, Sinfonien, ein Orgelkonzert, Orchesterstücke und Kammermusik. Er wurde von Krzysztof Penderecki und Witold Lutosławski beeinflusst, seine Kompositionen halten sich aber stets im Rahmen der Tonalität. 
Barkauskas gilt neben Arvo Pärt und Peteris Vasks als bedeutendster zeitgenössischer Komponist des Baltikums. Seine Werke gehören zum regelmäßigen Repertoire von europäischen, amerikanischen und asiatischen Musikfestivals und -wettbewerben. Sie wurden beim Schleswig-Holstein Musikfestival, dem Rheingau Musik Festival, dem Sibelius-Festival und dem Festival de musique de Toulon aufgeführt. Er erhielt den Litauischen Staatspreis und 2002 den Preis des Komponistenwettbewerbs Sinfonia Baltica.

## Auszeichnungen (Auswahl)
- 1964: Stasys-Šimkus-Preis
- 1972: Staatspreis Litauens
- 1981: Verdienter Künstler der Litauischen Sowjetrepublik
- 1997/1998: Staatliches Stipendium Litauens ersten Grades[4][2]